# Kazuyoshi Nakamura
Kazuyoshi Nakamura (中村 一義 Nakamura Kazuyoshi?,  nacido el 8 de abril de 1955 en Shizuoka) es un exfutbolista japonés que se desempeñaba como delantero.
En 1979, Nakamura jugó 5 veces para la Selección de fútbol de Japón.

## Trayectoria

### Clubes
| Club    | País  | Año         |
| ------- | ----- | ----------- |
| Fujitsu | Japón | 1978 - 1981 |

### Selección nacional
| Selección | País  | Año  |
| --------- | ----- | ---- |
| Absoluta  | Japón | 1979 |

## Estadística de equipo nacional
| Selección de Japón | Selección de Japón | Selección de Japón |
| Año                | Part.              | Goles              |
| ------------------ | ------------------ | ------------------ |
| 1979               | 5                  | 1                  |
| Total              | 5                  | 1                  |